# Rodolphe Gasché
Rodolphe Gasché, né à Luxembourg en 1938, est un philosophe déconstructionniste luxembourgeois.

## Biographie

### Formation et carrière
Rodolphe Gasché a étudié la philosophie et la littérature comparée à Paris, Munich et Berlin. Il obtient un doctorat à la Université libre de Berlin en 1972. Il enseigne aujourd'hui à l'Université de Buffalo, titulaire de la chaire Eugenio Donato, un philosophe italo-américain. 

### Travaux
Il a traduit de nombreux ouvrages en allemand du philosophe français Jacques Derrida et s'est intéressé aux travaux de Georges Bataille. Après avoir déménagé de Paris, en France, à Baltimore, aux États-Unis, pour occuper un poste à l'Université Johns Hopkins, Gasché prend part à un groupe de jeunes chercheurs et intellectuels pour rédiger des articles dans la revue philosophique Glyph. Le Tain du miroir (Cambridge, 1986) a permis de placer la pensée de Jacques Derrida dans la tradition philosophique (en particulier de la phénoménologie).

## Publications

### Ouvrages
- Le Tain du miroir: Derrida et la philosophie de la réflexion  (trad. Marc Froment-Meurice), Paris, Galilée, 1995.
- (de) Die hybride Wissenschaft, Stuttgart, Metzler, 1973.
- (de) System und Metaphorik in der Philosophie von Georges Bataille, Berne, Lang, 1978.
- (en) The Tain of the Mirror: Derrida and the Philosophy of Reflection, Cambridge, Massachusetts, Londres, Harvard University Press, 1986.
- (en) The Idea of Form: Rethinking Kant's Aesthetics, Stanford University, Press, Stanford, 2003.
- (en) Georges Bataille: Phenomenology and Phantasmatology, Stanford University, Press, Stanford, 2012.

### Articles
- « L’expérience aporétique aux origines de la pensée », Études françaises, nos 1-2,‎ 2002, p. 103-121 (lire en ligne).
- « Situationniste, pour une part ? », Lignes, vol. 22, no 1,‎ 2007, p. 120-129 (lire en ligne).
- « L’hypotypose ou Kant et la rhétorique », Po&sie, vol. 148, no 2,‎ 2014, p. 122-138 (lire en ligne).
- « Force de déconstruction », Rue Descartes, vol. 82, no 3,‎ 2014, p. 61-64 (lire en ligne).